# خوليو مونتيرو كاستيلو
خوليو مونتيرو كاستيلو (بالإسبانية: Julio Montero Castillo)‏ (25 أبريل 1944 بمونتفيدو في الأوروغواي - ) هو لاعب كرة قدم أوروغواني في مركزي الوسط والدفاع، شارك في كأس العالم 1970 وكأس العالم 1974. وشارك مع منتخب الأوروغواي لكرة القدم. أما مع النوادي، فقد لعب مع إنديبندينتي ونادي غرناطة ونادي ليفربول وناسيونال مونتيفيديو.

## وصلات خارجية
- خوليو مونتيرو كاستيلو على موقع الاتحاد الدولي (مؤرشف)  (الإنجليزية)
- خوليو مونتيرو كاستيلو على موقع الاتحاد الأوربي (الإنجليزية)
- خوليو مونتيرو كاستيلو على موقع قاعدة بيانات كرة القدم.إي يو (الإنجليزية)
- خوليو مونتيرو كاستيلو على موقع ناشيونال فوتبول تيمز (الإنجليزية)
- خوليو مونتيرو كاستيلو على موقع عالم كرة القدم.نت (الإنجليزية)